# Diura bicaudata
Diura bicaudata is een steenvlieg uit de familie Perlodidae. De wetenschappelijke naam is gepubliceerd in 1758 door Linnaeus in de tiende editie van Systema naturae.